# Pierre Brixhe
 (signalé en mai 2025).
Si vous disposez d'ouvrages ou d'articles de référence ou si vous connaissez des sites web de qualité traitant du thème abordé ici, merci de compléter l'article en donnant les références utiles à sa vérifiabilité et en les liant à la section « Notes et références ».
- Archive Wikiwix
- Bing
- Cairn
- DuckDuckGo
- E. Universalis
- Gallica
- Google
- G. Books
- G. News
- G. Scholar
- Persée
- Qwant
- (zh) Baidu
- (ru) Yandex
- (wd) trouver des œuvres sur Wikidata

Pierre Brixhe est un handballeur belge né le 28 janvier 1998. Il évolue au poste d'ailier au HC Visé BM. Il porte le numéro 6.

## Carrière
Pierre Brixhe débute le handball au HC Visé BM. Il commence à être régulièrement repris avec l'équipe première lors de la saison 2016/2017 alors que son club prend pour la première fois part à la BeNe League. Avec son club, il parvient à remporter le titre de Champion de Belgique en 2022. Évoluant avec les Red Wolves, il fait partie des joueurs sélectionnés pour le tout premier Championnat du monde de la sélection belge.

## Palmarès
- Vainqueur du Championnat de Belgique (1) : 2021-2022